# Mahafalytenus
Mahafalytenus es un género de arañas araneomorfas de la familia Ctenidae. Se encuentra en Madagascar.

## Lista de especies
Según The World Spider Catalog 12.0:
- Mahafalytenus fo Silva, 2007
- Mahafalytenus fohy Silva, 2007
- Mahafalytenus hafa Silva, 2007
- Mahafalytenus isalo Silva, 2007
- Mahafalytenus osy Silva, 2007
- Mahafalytenus paosy Silva, 2007
- Mahafalytenus tsilo Silva, 2007